# جون كالدويل
جون كالدويل (7 مايو 1938 – 10 يوليو 2009) هو ملاكم آيرلندي راحل، مثّل بلاده في الألعاب الأولمبية الصيفية 1956 وحقق الميدالية البرونزية في فئة وزن الذبابة.

## روابط خارجية
جون كالدويل على موقع بوكس ريك (الإنجليزية) (registration required)
- جون كالدويل على موقع أوليمبيديا (الإنجليزية)